# فاتیما پتاچک
فاتیما پـِتاچـِک (انگلیسی: Fátima Ptacek؛ زادهٔ ۲۰ اوت ۲۰۰۰) یک هنرپیشه، صدا پیشه و مانکن اهل ایالات متحده آمریکا است. وی از سال ۲۰۰۷ میلادی تاکنون مشغول فعالیت بوده‌است.
وی ورزشکار ژیمناستیک و سوارکار است و در مدرسهٔ ویژهٔ «استعدادهای درخشان» تحصیل می‌کند. او که هم‌اکنون در حال فراگیری زبان ماندارین هم هست ، اعلام کرده که تصمیم دارد بازیگری را کنار گذاشته و به تحصیلش بپردازد تا بتواند وارد دانشکده حقوق شود.
فاتیما در سال ۲۰۱۴ ، برندهٔ جایزه هنرمند جوان برای «بهترین بازیگر نقش مکمل زن» شد.

## آثار
- «دورا و دوستان» (صدا پیشه)
- «دورا، دختر کاوشگر» (صدا پیشه)
- حکومت نظامی (بازیگر اصلی ، در نقش سوفیا)
- قبل از اینکه ناپدید شوم (بازیگر اصلی ، در نقش سوفیا)